# Льниха
Льни́ха — село в Тогучинском районе Новосибирской области. Входит в состав Репьевского сельсовета.

## География
Село расположено в 60 километрах от города Новосибирска по направлению на Кузбасс. Рядом с селом протекает река Иня.

## Население
| 1996 | 2002 | 2007 | 2010 |
| ---- | ---- | ---- | ---- |
| 552  | ↘546 | ↘542 | ↗589 |